# Upplands runinskrifter 247
Upplands runinskrifter 247 är en vikingatida runsten av glimmergnejs i Lilla Mällösa, Vallentuna socken och Vallentuna kommun. Runstenen är 1,3 meter hög och 1 meter bred. Runhöjden är 7-8 centimeter.  Runristningen är signerad av Sven.

## Inskriften
Translitterering av runraden:
kasla[uk ·] lt [hkua ·] s[tai](n) [·] i[f]tiʀ · ketil · broþu(r) [s](i)n [su]ain (r)[sti]
Normalisering till runsvenska:
Fastlaug(?) let haggva stæin æftiʀ Kætil, broður sinn. Svæinn risti.
Översättning till nusvenska:
Fastlög(?) lät hugga stenen efter Kättil, sin broder. Sven ristade.